# لی چان-میونگ
لی چان-میونگ (انگلیسی: Li Chan-myung; ۲ ژانویهٔ ۱۹۴۷) بازیکن فوتبال اهل کره شمالی بود.
از باشگاه‌هایی که در آن بازی کرده‌است می‌توان به باشگاه ورزشی کیگوانچا اشاره کرد.
وی همچنین در تیم ملی فوتبال کره شمالی بازی کرده‌است.